# Kallstroemia californica
Kallstroemia californica är en pockenholtsväxtart som först beskrevs av S. Wats., och fick sitt nu gällande namn av Anna Murray Vail. Kallstroemia californica ingår i släktet Kallstroemia och familjen pockenholtsväxter. Inga underarter finns listade i Catalogue of Life.